# Blood of Kingu
Blood of Kingu (с англ. — «Кровь Кингу») — украинская блэк-метал-группа, основанная в 2005 году в Харькове. Тексты песен посвящены мифологии Ближнего Востока, а именно шумерской, египетской, тибетской и индоарийской мифологии. Коллектив прекратил своё существование в 2016 году. Всего группой было выпущено три студийных альбома.

## История
Blood of Kingu была основана в 2005 году как сайд проект участников блэк-метал-группы Drudkh Романа Саенко (вокал, гитара, клавишные), Романа «Thurios» Благих (гитара), Krechet (бас-гитара) и Юрия Синицкого (ударные). В рамках новой группы музыканты хотели исследовать шумерскую, египетскую, тибетскую и индоарийскую мифологии. Летом 2007 года группа начала запись своего дебютного альбома De Occulta Philosophia, который вышел 7 декабря того же года на английском лейбле Supernal Music. В июле 2009 года Blood of Kingu подписали контракт с лейблом Debemur Morti Productions и 28 августа переиздали на нём De Occulta Philosophia.
В начале 2010 года группа сообщила о подписании контракта с лейблом Candlelight Records и анонсировала выпуск своего второго альбома Sun in the House of the Scorpion, который был записан осенью 2009 года. Альбом вышел 10 августа 2010 года и получил положительные отзывы критиков.
В мае 2013 года Blood of Kingu заключили сделку с лейблом Season of Mist на выпуск следующего альбома, работа над которым началась весной того же года. Осенью музыканты записали новый альбом под названием Dark Star on the Right Horn of the Crescent Moon, который вышел 2 сентября 2014 года. Выпуску альбома предшествовал выход сингла «Bringer Of Pestilence». Альбом получил более сдержанную реакцию критиков по сравнению со своим предшественником. Рецензенты отмечали плохое качество записи и невзрачность песен. 12 июля 2016 года на официальной страницы Drudkh в Facebook было сообщено о расформировании Blood of Kingu.

## Состав
- Роман Саенко — вокал, гитара, клавишные (2005-2016)
- Роман «Thurios» Благих — гитара (2007-2016)
- Владислав Петров — клавишные (2014-2016)
- Krechet — бас-гитара (2007-2016)
- Юрий Синицкий — ударные (2007-2016)

## Дискография
- De Occulta Philosophia (2007)
- Sun in the House of the Scorpion (2010)
- Dark Star on the Right Horn of the Crescent Moon (2014)